# Yania Ferrales
Yania Ferrales Monteagudo (née le 28 juillet 1977 à Morón) est une athlète cubaine, spécialiste du lancer du disque. 

## Biographie

### Palmarès
| Date | Compétition                                      | Lieu                 | Résultat | Performance |
| ---- | ------------------------------------------------ | -------------------- | -------- | ----------- |
| 2001 | Championnats d'Amérique centrale et des Caraïbes | Guatemala            | 1re      | 56,34 m     |
| 2002 | Championnats ibéro-américains                    | Guatemala            | 2e       | 57,63 m     |
| 2003 | Championnats d'Amérique centrale et des Caraïbes | Grenade              | 1re      | 59,07 m     |
| 2003 | Jeux panaméricains                               | Saint-Domingue       | 3e       | 60,03 m     |
| 2004 | Championnats ibéro-américains                    | Huelva               | 1re      | 61,11 m     |
| 2006 | Jeux d'Amérique centrale et des Caraïbes         | Carthagène des Indes | 1re      | 59,70 m     |
| 2006 | Coupe du monde des nations                       | Athènes              | 7e       | 58,93 m     |
| 2007 | Jeux panaméricains                               | Rio de Janeiro       | 2e       | 61,70 m     |
| 2007 | Championnats du monde                            | Osaka                | 10e      | 58,20 m     |
| 2008 | Championnats d'Amérique centrale et des Caraïbes | Cali                 | 2e       | 58,74 m     |

### Records
| Épreuve          | Performance | Lieu      | Date            |
| ---------------- | ----------- | --------- | --------------- |
| Lancer du disque | 66,00 m     | La Havane | 10 février 2006 |